# جیسون مونی (بازیکن فوتبال اهل ایرلند شمالی)
جیسون مونی (انگلیسی: Jason Mooney؛ زادهٔ ۲۶ فوریهٔ ۱۹۸۹) بازیکن فوتبال اهل بریتانیا است.
از باشگاه‌هایی که در آن بازی کرده‌است می‌توان به باشگاه فوتبال وایکام واندررز، باشگاه فوتبال ترانمره راورز، باشگاه فوتبال آکسفورد سیتی، باشگاه فوتبال آکرینگتون استنلی، باشگاه فوتبال آلفرتون تاون، و باشگاه فوتبال یورک سیتی اشاره کرد.